# Serhij Perewosnikow
Serhij Perewosnikow (engl. Transkription: Serhiy Perevoznikov; * 7. April 1995) ist ein ukrainischer Leichtathlet, der sich auf den Hammerwurf spezialisiert hat.

## Sportliche Laufbahn
Serhij Perewosnikow tritt seit 2011 in Wettkämpfen im Hammerwurf an. 2012 gewann er die Silbermedaille bei den Ukrainischen U18-Meisterschaften. Ein Jahr darauf belegte er den vierten Platz bei den nationalen U20-Meisterschaften, bevor er 2014 die Bronzemedaille mit neuer Bestleistung von 69,32 m errang. Seit 2015 tritt er bei den Erwachsenen an und belegte 2016 bei seiner ersten Teilnahme an den Ukrainischen Meisterschaften den zehnten Platz. 2017 steigerte er seine Bestleistung mit dem Erwachsenenwurfgewicht auf 68,81 m. Ende Juni gewann er die Silbermedaille bei den Ukrainischen U23-Meisterschaften, bevor er einen Monat später in Bydgoszcz bei den U23-Europameisterschaften an den Start ging. Dort blieb er in der Qualifikation allerdings mehr als acht Meter hinter seiner Bestleistung zurück und schied somit vorzeitig und weit abgeschlagen aus. 2018 gewann er die Bronzemedaille bei den Ukrainischen Meisterschaften. 2019 warf er den Hammer Anfang Juli in Kiew auf 76,93 m und erfüllte damit die Qualifikation für die Weltmeisterschaften in Doha. Ende August gewann er Silber bei den Ukrainischen Meisterschaften, bevor er Anfang Oktober in Doha an den Start ging. Dort brachte er es in der Qualifikation auf 72,16 m und schied bei seiner WM-Premiere vorzeitig aus. Ende Mai 2021 stellte er in Chișinău mit 77,60 m eine neue Bestleistung auf und qualifizierte sich damit für die Olympischen Sommerspiele in Tokio. 

## Wichtige Wettbewerbe
| Jahr                | Veranstaltung             | Ort                 | Platz               | Disziplin           | Weite               |
| Startet für Ukraine | Startet für Ukraine       | Startet für Ukraine | Startet für Ukraine | Startet für Ukraine | Startet für Ukraine |
| ------------------- | ------------------------- | ------------------- | ------------------- | ------------------- | ------------------- |
| 2017                | U23-Europameisterschaften | Bydgoszcz           | 14. (Qualifikation) | Hammerwurf          | 60,30 m             |
| 2019                | Weltmeisterschaften       | Doha                | 27.                 | Hammerwurf          | 72,16 m             |

## Leistungsentwicklung
- 2014: 58,27 m
- 2015: 64,01 m
- 2016: 65,00 m
- 2017: 68,81 m
- 2018: 70,06 m
- 2019: 76,93 m
- 2021: 77,60 m